# Eduardo Morera
Eduardo Morera (Buenos Aires, Argentina, 9 de enero de 1906 - Ibídem, 21 de enero de 1997) fue un director de cine que es recordado por los cortometrajes que filmó en 1930 con la participación de Carlos Gardel, así como por su trabajo durante la etapa inicial de la Época de Oro del cine argentino.

## Actividad profesional
Eduardo Morera fue actor de reparto en la compañía Muiño-Alippi, trabajó como extra en 1924 en el filme Mientras Buenos Aires duerme dirigido por José Agustín Ferreyra y, dirigido por Edmo Cominetti, actuó en los filmes Bajo la mirada de Dios en 1926 y La borrachera del tango en 1928. Morera interesó a Natalio Botana, el propietario del diario Crítica en la actividad cinematográfica; resultaba que ese diario tenía una emisora radial propia que transmitía desde el último piso de sus oficinas céntricas y Morera organizó que con el aporte de sus periodistas y de las capacidades técnicas de la productora Cinematográfica Valle comenzara a salir a partir del 17 de marzo de 1932 el noticiero de diez minutos de duración Crítica Sonara, que incluía un número musical. También filmó entre 1930 y 1931 por un sistema de sonido grabado en cinta, similar al Movietone, cortos musicales con orquestas y cantantes de prestigio –Francisco Canaro, Ada Falcón, Azucena Maizani, entre otros- que eran comprados por los exhibidores como complemento para sus funciones. En 1930 filmó los famosos cortos de Gardel y, decidido a encarar largometrajes expuso su proyecto en 1934 a Jaime Yankilevich, el búlgaro propietario de Radio Belgrano, quien trajo al compositor, director de orquesta y empresario teatral uruguayo Francisco Canaro y a Juan Cossio, que según Morera era la mano derecha y socio de Yankelevich

## Cortometrajes con Gardel
Fueron filmados en Buenos Aires en 1930 con la dirección de Morera y conforme guion de Enrique Pedro Maroni, con la participación de Francisco Canaro y Carlos Gardel.
Se trata de quince cortometrajes (de los cuales cuatro no fueron hallados y uno no se encuentra en estado de ser exhibido) que fueron filmados entre el 23 de octubre y el 3 de noviembre de 1930 y que se estrenaron a partir del 3 de mayo de 1931 en el cine Astral, sito en Corrientes 1641 de Buenos Aires, bajo el rubro de “variedad musical”, acompañando la exhibición de la película Luces de la ciudad, de Charles Chaplin. Estas películas fueron las primeras realizadas en los “Estudios Valle”, en la calle México 832, de propiedad del empresario de cine Federico Valle.

## Filmografía
Director
- Rosas de otoño (1943)
- Melodías de América (1941)
- Un bebé de contrabando (1940)
- Así es el tango (1937)
- Ya tiene comisario el pueblo (1936)
- Por buen camino (1935)
- Ídolos de la radio (1934)
- Añoranzas (1931)
- Canchero (1931)
- El carretero (cortometraje) (1931)
- El quinielero (cortometraje) (1931)
- Enfundá la mandolina (cortometraje) (1931)
- Leguisamo solo (cortometraje) (1931)
- Mano a mano (cortometraje) (1931)
- Padrino pelao (cortometraje) (1931)
- Rosas de otoño (cortometraje) (1931)
- Tengo miedo (cortometraje) (1931)
- Viejo smoking (cortometraje) (1931)
- Yira, yira (cortometraje) (1931)

Guionista
- Un bebé de contrabando (1940)
- Así es el tango (1937)

Actor
- La borrachera del tango (1928)
- Gardel, el alma que canta (1985), como él mismo[5]